# Seznam izraelskih dirigentov
Seznam izraelskih dirigentov.

## B
- Daniel Barenboim
- Gary Bertini

## E
- Dan Ettinger

## F
- Asher Fisch

## H
- Aaron Harlap

## I
- Eliahu Inbal

## L
- Yoel Levi

## M
- Shlomo Mintz

## O
- Daniel Oren

## R
- Mendi Rodan

## S
- David Shallon
- Lior Shambadal
- Lahav Shani
- Michael Shani

## T
- Yoav Talmi

## V
- Ilan Volkov